# Сархаян, Саркис Азатович
Саркис Азатович Сархаян (26 ноября 1947, г. Батуми, ГССР, СССР — 24 января 2021, Москва) — советский спортсмен, игрок в настольный теннис. Обладатель серебряной медали чемпионата мира 1975 года, завоёванной в смешанной паре вместе с Эльмирой Антонян. Трёхкратный серебряный и двукратный бронзовый призёр европейских чемпионатов. Неоднократный чемпион СССР, дважды становился абсолютным чемпионом СССР (1968, 1978). Мастер спорта международного класса СССР.
Левша, использовал европейскую хватку. Наивысшей позицией в мировом рейтинге ITTF было 7-е место в 1973 году.
После окончания спортивной карьеры работал тренером юношеской команды СССР. В 1991 году начал тренировать женскую национальную сборную Италии, которая под его руководством смогла выйти в высший дивизион европейского чемпионата, а в 2003 году — завоевать европейский чемпионский титул. Начиная с 2004 года, тренировал женскую команду клуба Steringarda TT Castel Goffredo (Италия). Последние годы жил в Москве, скончался 24 января 2021 года в кругу семьи и близких.